# Hip-hop new school

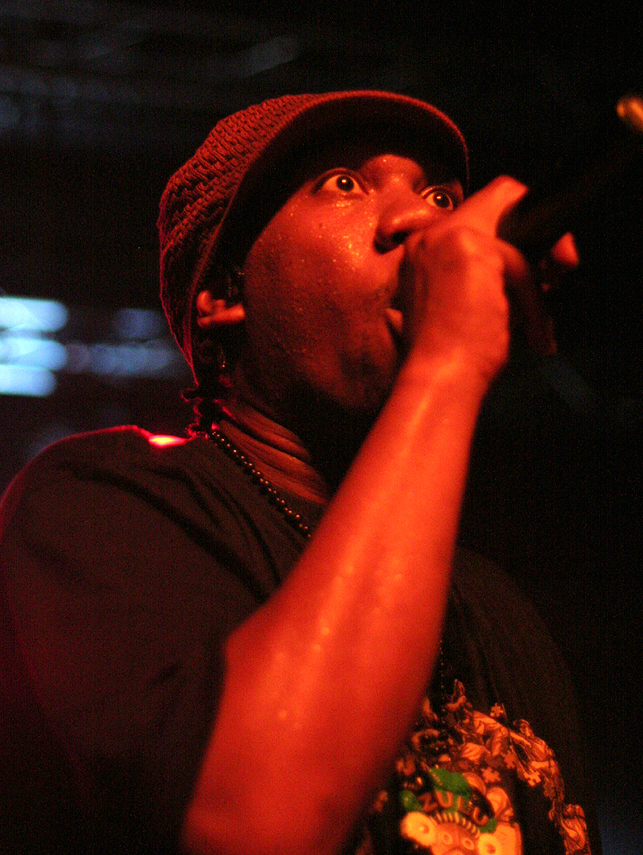
KRS-One, artiste de hip-hop hardcore et engagé chez Boogie Down Productions.

Le hip-hop new school est un mouvement hip-hop né en 1983-1984, avec les premiers albums de Run–D.M.C. et LL Cool J, et les productions de Rick Rubin pour Def Jam. Comme pour le hip-hop old-school, le mouvement émerge dans la ville américaine de New York. Le new school se caractérise initialement par son usage de la boîte à rythmes, accompagnée d'éléments de rock. Les thèmes sont parfois socio-politique et le style agressif. Visuellement, les artistes donnent une image d'eux street, cools et durs à la fois. Ce mouvement tranche avec les artistes auparavant proches du funk et du disco, jusque dans leur tenue, et leur utilisation des synthétiseurs. Les rappeurs se mettent à faire des chansons plus courtes qui passent mieux à la radio, et leurs albums sont plus cohérents (le dernier album de Hip hop old-school appelé Run–DMC sortira lui en 1984). À partir de 1986, le hip-hop new school devient mainstream.
À la fin des années 1980 débute alors l'âge d'or du hip-hop,,, caractérisé par la diversité, la qualité, l'innovation, et l'influence dont fait alors preuve le genre,,. Les artistes les plus représentatifs de cette période sont Public Enemy, KRS-One et son collectif Boogie Down Productions, Eric B. & Rakim, Ultramagnetic MCs,, De La Soul, A Tribe Called Quest, les Jungle Brothers, et les Beastie Boys, de par leurs thèmes afrocentrés et leur militantisme politique, leur sons expérimentaux, et leur sampling éclectique. Cette même période est parfois appelée « mid-school » ou « middle school », et s'étend alors à des groupes et artistes tels que Gang Starr, The UMC's, Main Source, Lord Finesse, EPMD, Just Ice, Stetsasonic, True Mathematics, et Mantronix,,.
Un premier tournant sera néanmoins bien pris avec l'apparition de Schoolly D en 1985, puis d'un second avec le décès de Scott La Rock le 27 août 1987 avec sa médiatisation, qui marque véritablement l'arrivée du gangsta rap (initialement surnommé Gangsta Boogie), finissant donc la fin d'une période ainsi que d'un idéalisme pour la musique hip-hop.